# Гуменці (станція)
Гуменці — проміжна залізнична станція Жмеринської дирекції Південно-Західної залізниці на неелектрифікованій лінії Гречани — Ларга між станціями Нігин (7 км) та Кам'янець-Подільський (9,5 км). Розташована в селі Гуменці Кам'янець-Подільського району Хмельницької області.

## Історія
Станція відкрита 1969 року на збудованій у 1914 року залізничній лінії Гречани — Ларга. 

## Пасажирське сполучення
На станції Гуменці зупиняються приміські поїзди сполученням Хмельницький — Гречани — Ларга.